# فرانز إكزافير فينترهالتر
فرانز زافير وينترهالتر (بالإنجليزية: Franz Xaver Winterhalter)‏ (20 أبريل 1805 - 8 يوليو 1873) هو رسَّامٌ ومصمِّمُ مطبوعاتٍ حجريةٍ ألمانيٍّ. اشتهر بأعماله الفوتوغرافيَّة والفنيَّة عن الملوك والشخصيات المهمَّة؛ مثل لوحة أوجيني (1855).